# Nikolaï Sabline
Nikolaï Alekseïevitch Sabline (en russe : Никола́й Алексе́евич Са́блин), né le 22 février 1849 à Vologda et mort le 15 mars 1881 à Saint-Pétersbourg, est poète et militant révolutionnaire membre du mouvement Narodnaïa Volia.

## Biographie
Nikolaï Sabline était étudiant à l'université de Moscou quand il s'engagea dans le mouvement révolutionnaire Narodnaïa Volia.
En 1874, Nikolaï Sabline se rendit à Zurich. Il retourna en Russie l'année suivante. Il fut arrêté en mars 1875. Il fut reconnu coupable d'action politique, mais fut libéré en 1875, en raison de la longue période de captivité qu'il avait endurée en attente du jugement dont la sentence couvrait sa période d'emprisonnement.
En février 1881, des révolutionnaires se réunirent pour préparer l'attentat de mars 1881 contre le tsar Alexandre II de Russie. Étaient présents : Andreï Jeliabov, Sofia Perovskaïa, Nicolas Kibaltchitch, Ignati Grinevitski, Timofeï Mikhaïlov, Nikolaï Rysakov et Guessia Guelfman. Deux jours après l'attentat qui a coûté la vie au tsar, la police fit irruption dans la maison où vivaient Nikolaï Sabline et Guessia Guelfman, se faisant passer pour un jeune couple marié. Nikolaï Sabline se suicida par une balle dans la tête. Sa compagne Guessia fut arrêtée en tant que membre des Pervomartovtsi.